# جان گزتانیاگا
جان گزتاناگا (انگلیسی: Jon Gaztañaga؛ زادهٔ ۲۸ ژوئن ۱۹۹۱) بازیکن فوتبال اهل اسپانیا است.
از باشگاه‌هایی که در آن بازی کرده‌است می‌توان به باشگاه فوتبال نومانسیا، باشگاه فوتبال رئال سوسیداد، باشگاه ورزشی لیماسول، باشگاه خیمناستیک تاراگونا، و باشگاه فوتبال پومفرادینا اشاره کرد.
وی همچنین در تیم‌های ملی فوتبال زیر ۱۶ سال اسپانیا و زیر ۱۷ سال اسپانیا بازی کرده‌است.